# Мокод
Мокод (рум. Mocod) — село у повіті Бистриця-Несеуд в Румунії. Входить до складу комуни Німіджа.
Село розташоване на відстані 343 км на північний захід від Бухареста, 21 км на північний захід від Бистриці, 75 км на північний схід від Клуж-Напоки.

## Населення
За даними перепису населення 2002 року у селі проживали 672 особи, з них 671 особа (99,9%) румунів. Усі жителі села рідною мовою назвали румунську.